# Dirksland

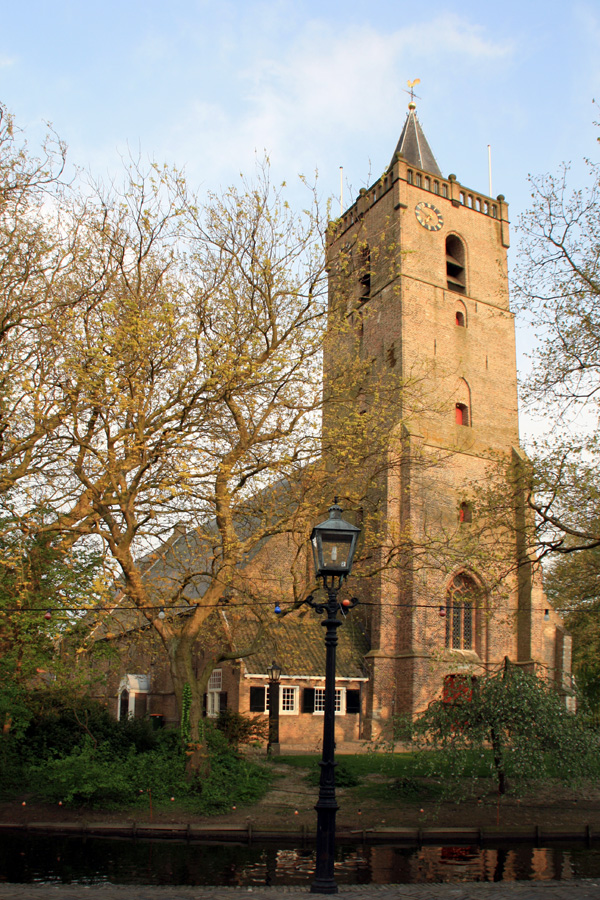
Reformerta kyrkan.

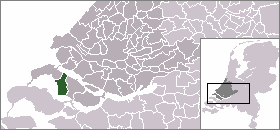
Dirksland kommuns läge i provinsen Zuid-Holland, före kommunsammanslagningen den 1 januari 2013.

Dirksland är en ort i provinsen Zuid-Holland i Nederländerna, med 8 322 invånare (2007). Dirksland ligger på ön Goeree-Overflakkee och ingår sedan 1 januari 2013 i en kommun med samma namn som ön. Dirkslands kommun slogs då samman med kommunerna Goedereede, Middelharnis och Oostflakkee. Dirkslands kommuns totala area var 74,15 km² (där 18,59 km² var vatten) och invånarantalet var 8 269 (2004).